# Église Notre-Dame de la Nativité de Sosoye
Pour les articles homonymes, voir Église Notre-Dame-de-la-Nativité.
L’église paroissiale Notre-Dame de la Nativité est érigée au XVIIIe siècle dans le petit village belge de Sosoye. Située entre la grange aux dîmes et le presbytère, la bâtisse est édifiée en matériaux locaux (calcaire de Meuse, marbre noir de Denée, brique, chêne) sur une ancienne église éponyme. Depuis 1975, l’édifice est un monument reconnu par la Commission royale des monuments et des sites.

## Historique

### Origine
Lors d’une visite dans la précédente église en 1763, Dieudonné-Joseph Gérard et François-Joseph Thirion font état des nombreuses réparations nécessaires pour éviter que celle-ci ne tombe en ruine. Ils déclarent que réparer l’édifice ne coûterait qu’un tiers de moins que d’en rebâtir un autre.

### Construction
La construction de l’église commence en 1764. Les travaux sont financés par l’abbaye de Saint-Gérard et le Chapitre de Fosses à la suite d'un procès entrepris par un moine de l’abbaye de Brogne contre les détenteurs des dimes. Les plans sont dressés par l’entrepreneur Dieudonné-Joseph Gérard et les travaux sont attribués au maître maçon Jean Tumsonnet. La construction se termine un an plus tard, en 1765.

### Modifications
Les premiers témoins de l’état initial de l’édifice sont des registres des visites décanales conservés dans les archives de l’Évêché de Namur datant du début du XIXe siècle.
Des travaux au niveau de la toiture sont entrepris peu après la construction. Ceux-ci n’ont pas suffi à protéger la charpente et le plafond décrits comme très détériorés. Les vitres sont également très délabrées.
Dans le dernier quart du XIXe siècle, les premiers travaux connus par les Archives de l'État à Namur font suite à une demande de réparation en vue de l’état de délabrement de l’église. Une partie de la toiture doit être remise à neuf et une partie de la tour démontée pour recevoir de nouveaux angles en pierre. Les trous d’échafaudage à l’entour de l’église doivent être bouchés et la façade également rejointoyée. Une partie du plafond du chœur de l’église doit aussi être refaite.

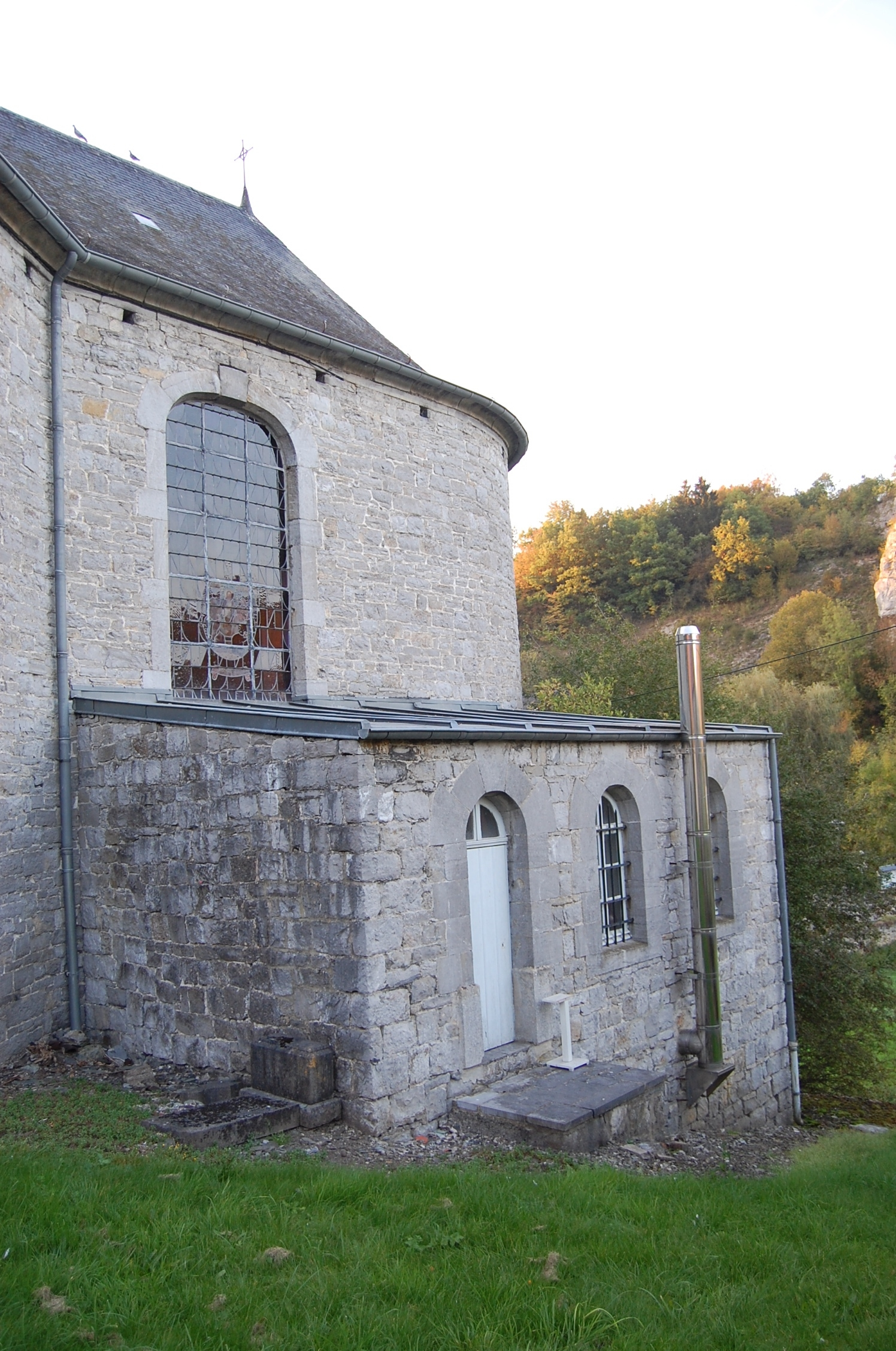
La sacristie

 En 1875, une sacristie est adjointe au mur latéral droit de l’abside.
Entre la date de construction de la sacristie et le dernier quart du XXe siècle, subsistent peu d’archives. L’iconographie ancienne permet néanmoins d’attester que l’église n’a pas subi de transformations majeures durant cette période.
Toujours selon l’iconographie ancienne, l’église n’a pas souffert de dégâts majeurs lors de la Première ni de la Seconde Guerre mondiale. Les observations in situ n’ont révélé aucune trace d’impact de balle.
Dans le dernier quart du XXe siècle, la toiture est encore une fois renouvelée. Quelques années plus tard, l’ensemble des neuf vitraux est restauré. De nouvelles installations électriques sont également agencées par la même occasion et un rafraichissement de la peinture intérieure est mis en œuvre.
Des observations in situ attestent différents travaux dont la datation et les conditions de mise en œuvre restent hypothétiques. Une plaque commémorative postérieure à la construction de l’église se trouve à la droite du portail, celle-ci a été ajoutée après 1822.
Sur la façade orientale de l’édifice, une porte mène à la cave ; devant celle-ci, sous un arc en plein cintre, s’élèvent deux piliers en brique qui auraient été ajoutés à la suite d'un changement de porte, cette dernière serait de dimension plus petite que l’originale. La date de cet ajout reste inconnue.
Le dallage du chœur, correspondant dans son esthétique aux demandes de Jean Tumsonet, semble très peu usé. Il parait donc peu probable qu’il s’agisse du dallage d’origine. Mais encore une fois, aucune archive consultée ne mentionne ce changement.

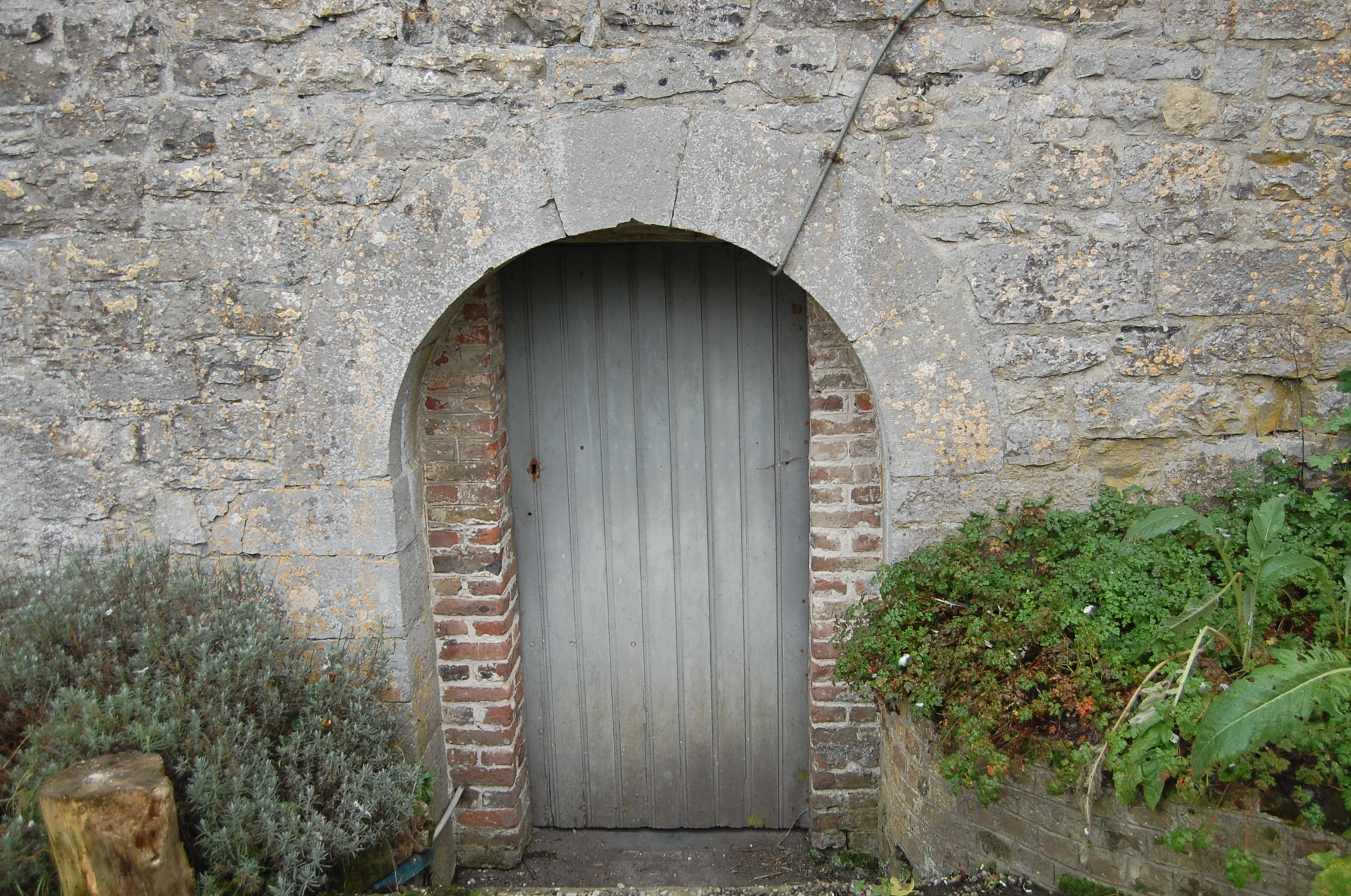
Porte de la cave
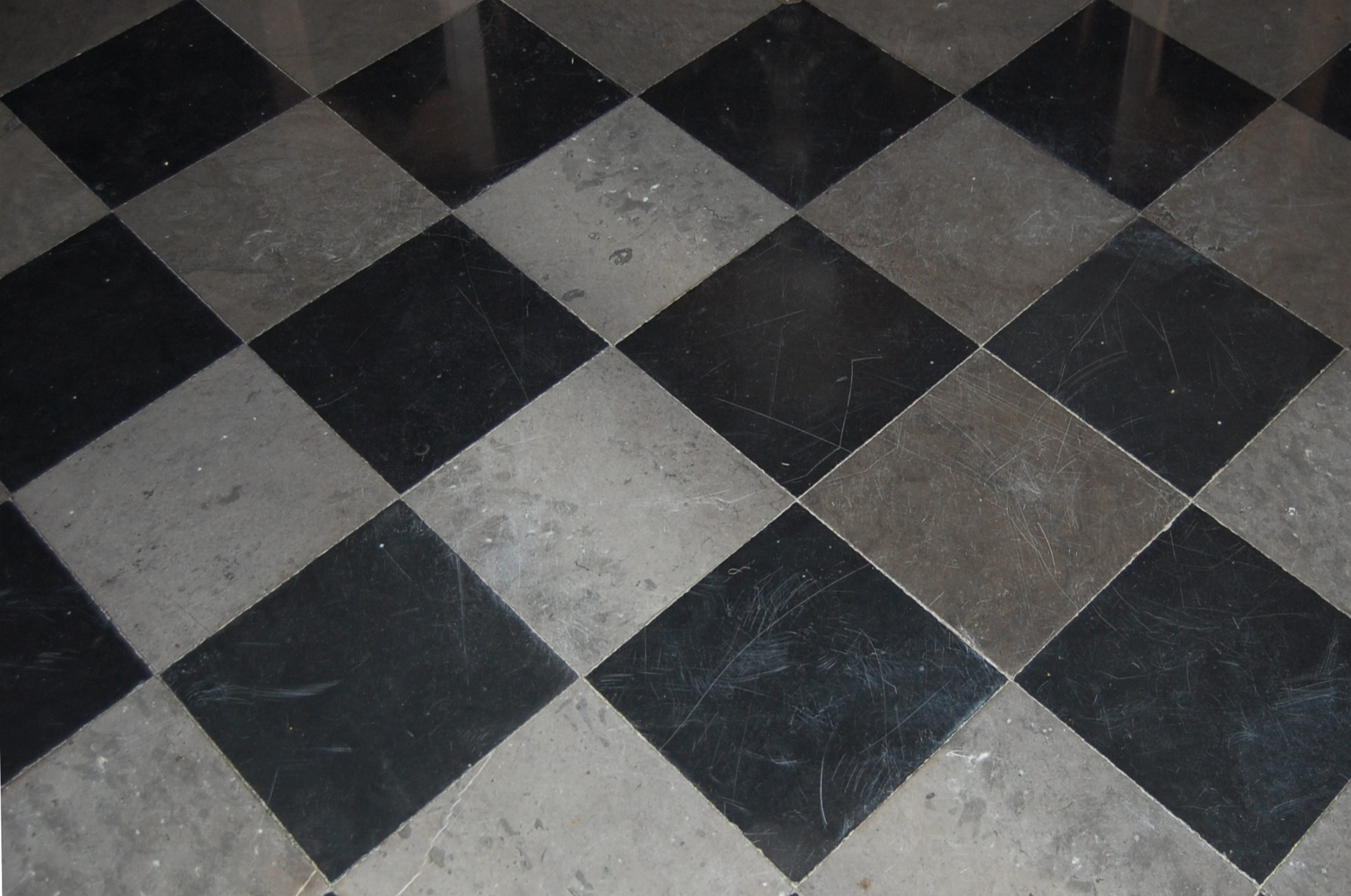
Dallage du chœur

## Description de l'état primitif

### Plan
L’édifice est une chapelle orientée du sud au nord et non vers l’est comme de coutume. Le point d’accès à l’église se fait par le portail en plein cintre situé sur la façade principale, à savoir la façade sud. Cette façade se compose de trois parties : une centrale et de part et d’autre de celle-ci, deux parties de forme semi-circulaire. La chapelle est constituée d’une seule nef à trois travées menant par un rétrécissement vers un chœur composé d’une travée se prolongeant par une abside semi-circulaire.

### Extérieur
La façade principale de l’édifice sur laquelle s’élève la tour de plan carré, se compose de trois niveaux d’élévation. Le premier est percé d’un portail en plein cintre à harpe saillante. On peut lire sur la clé de celui-ci « 1764 ». Le deuxième niveau possède des chaines d’angle en pierre de taille, le reste est en moellon équarri. Ce niveau est ajouré d’une fenêtre en anse de panier dont le contour est également réalisé en pierre de taille. Séparé du deuxième niveau par un larmier, le troisième niveau dispose d’abat-sons sur chacune de ses quatre façades. Des trous de boulins apparaissent sous la corniche en pierre brute, ceux-ci sont également apparents sur l’ensemble de l’édifice. La totalité du toit de l’église est couverte d’ardoises de Fumay.
La partie orientale des deux parties semi-circulaires jouxtant la façade principale est ajourée d’une baie dont le modèle rappelle une meurtrière. Les jonctions entre les différents pans de mur de l’édifice sont faites en pierre de taille, il s’agit de chaines d’angle en besace dont l’organisation est homogène.
Les deux murs latéraux, jouxtant les parties semi-circulaires, sont tous deux percés de trois fenêtres en anse de panier à clé placées à intervalle régulier. Ces fenêtres semblables aux trois autres de l’édifice, sont divisées en quinze compartiments par des traverses et des montants. Le contour est réalisé en pierres de taille placées en lit et en délit de façon régulière.
Le chœur est ajouré de deux baies de mêmes dimensions que celles de la nef. Sur la façade orientale, une porte sous un arc un plein cintre mène à la cave de l’église. Le chœur se prolonge dans une abside circulaire percée d’une fenêtre différente des autres baies rencontrées par sa petite taille.

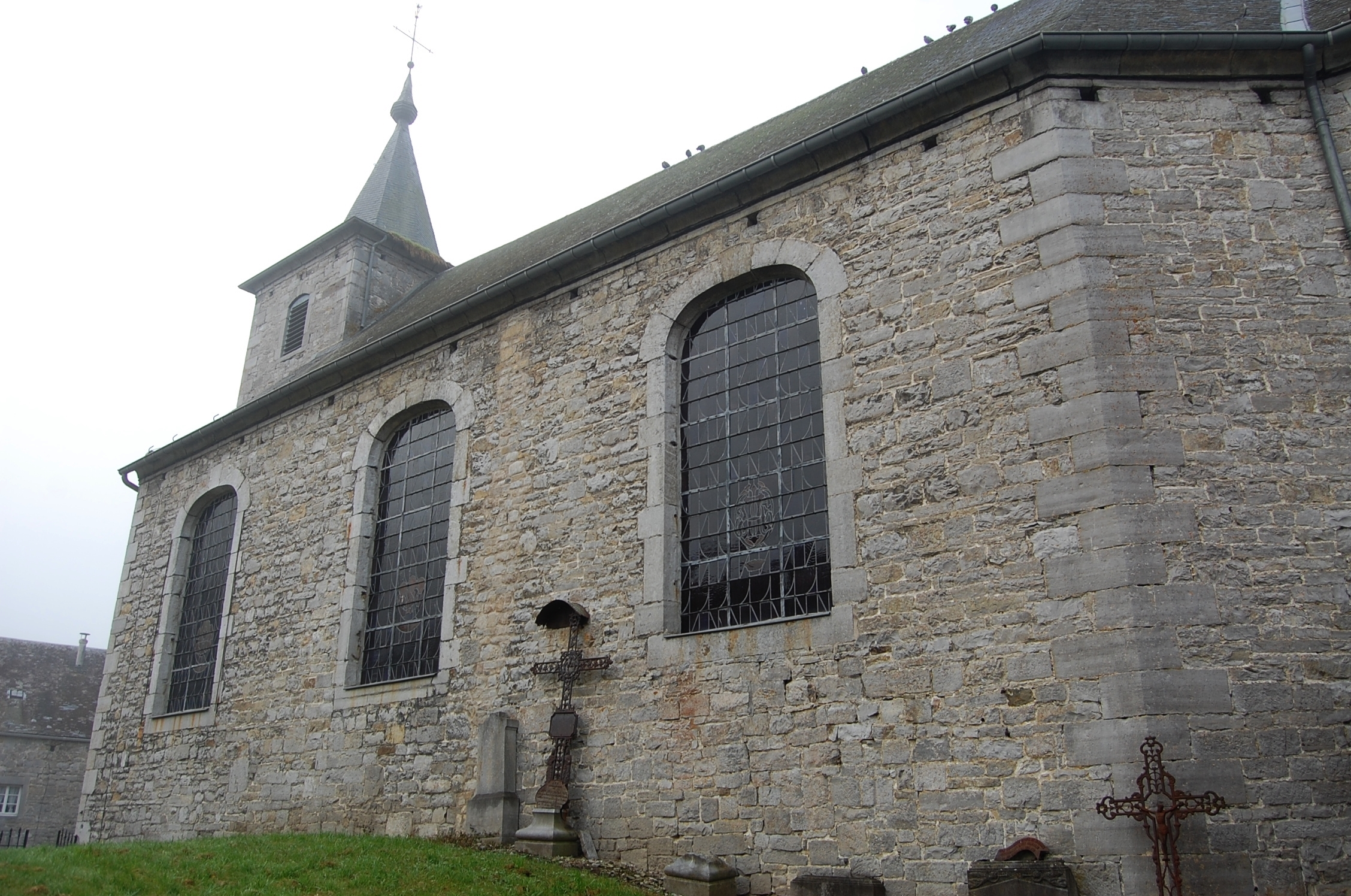
Façade occidentale
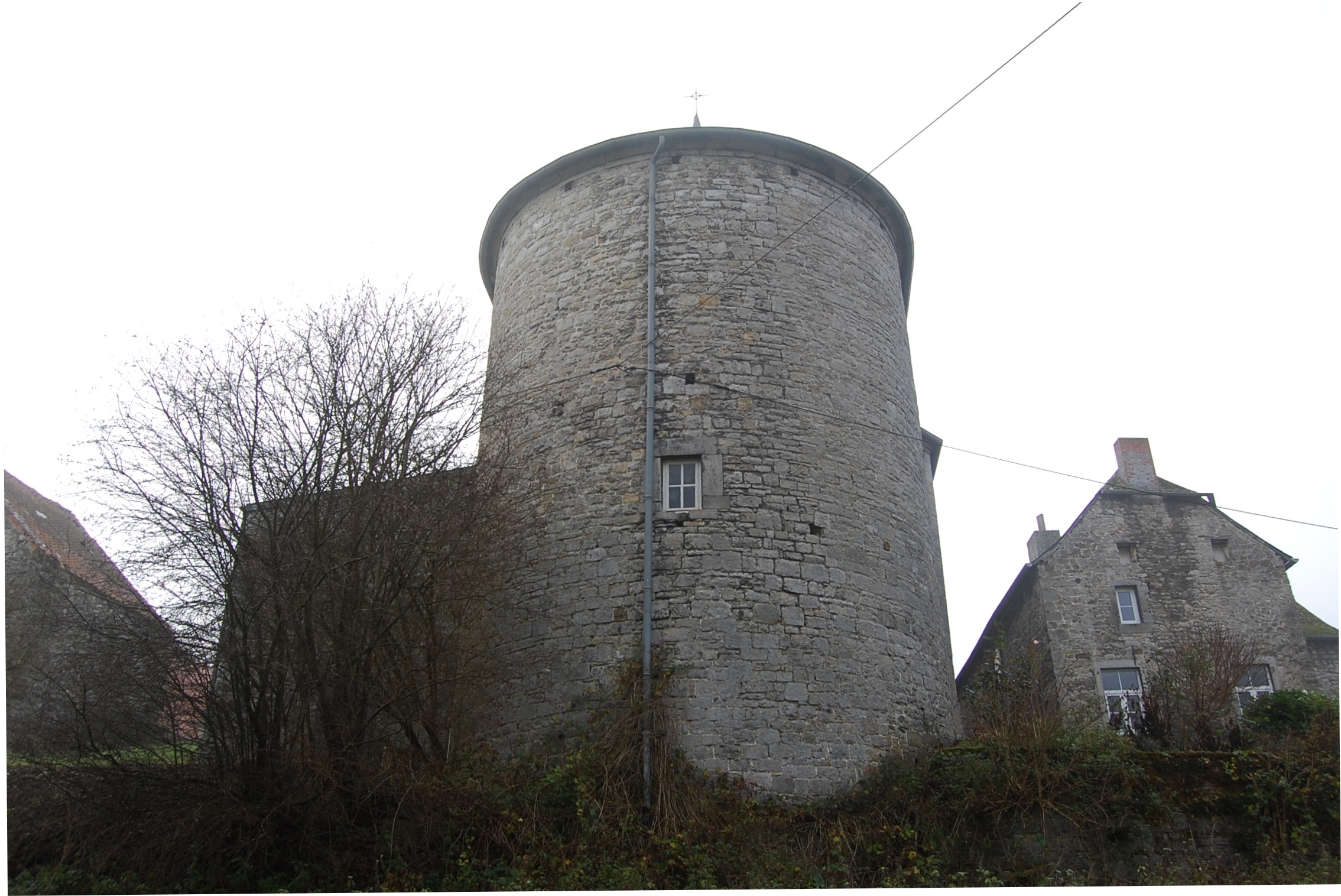
Façade nord

### Intérieur

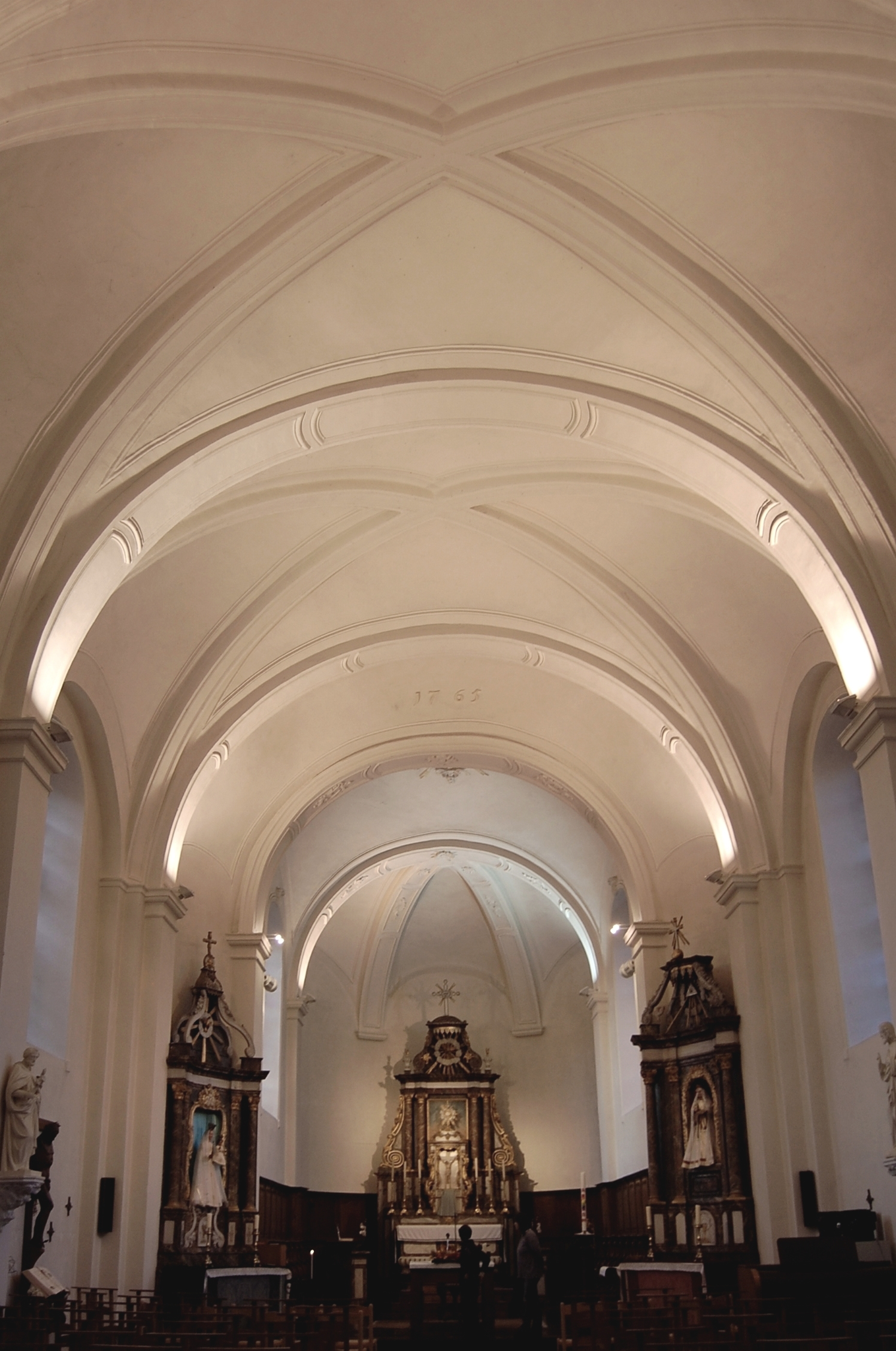
L’intérieur

L’édifice est couvert d’un pavement de pierre de Denée non polie, posée en losange. Le chœur est composé de carreaux polis noirs et blancs également posés en losange. L’ensemble du plafond, des voûtes et de murs est recouvert d’un mortier.
Le vestibule possède une porte sur la gauche menant à l’aide d’un escalier au niveau d’élévation où se trouve le jubé. L’ouverture de ce niveau est surmontée d’un arc en plein cintre, une fenêtre éclaire cette partie. Le pavement utilisé est identique à celui de la nef. Une seconde porte se situant à cet étage permet d’accéder (toujours via un escalier) au clocher et aux combles.
Le vestibule mène à la nef via un large arc en plein cintre. De part et d’autre de cet arc, deux espaces aménagés possèdent une entrée, elle aussi surmontée d’un arc en plein cintre. Ces deux espaces contiennent les fonts baptismaux (pour l’espace à l’ouest) et des statues (pour l’espace à l’est).
La nef est rythmée par des voûtes d’arêtes en briques sous-tendues par des arcs doubleaux en plein cintre portées par des piliers toscans.
Une première marche mène dans l’avant-chœur, au-dessus, sur l’arc triomphal également en plein cintre, le millésime de la fin des travaux est inscrit en stuc. Deux pierres tombales positionnées de chaque côté sont présentes au sol à la mémoire de Dom Guillaume Meghne (1746) et Dom Louis Delfosse (1761), deux curés de la paroisse de Sosoye. Comme on peut le lire sur ces pierres tombales, les dates de décès des défunts sont antérieures à la construction de l’église. Il s’agirait donc d’un réemploi de l’ancien édifice. Les pierres étaient positionnées à la même place qu’aujourd’hui. Lors d’observation in situ, une différence entre le dallage séparant les pierres tombales et celui les précédant est visible. De plus, on peut voir que le dallage jouxtant les dalles funéraires a été découpé. L’hypothèse que ces pierres soient donc les vestiges de l’ancien édifice est tout à fait plausible. Néanmoins, le cahier des charges ne mentionne pas ce réemploi mais il semble peu probable qu’elles aient été retirées de l’ancien édifice lors de sa destruction pour ensuite être remises des années plus tard après la construction de l’église.
La seconde marche précédant le chœur s’aligne avec un arc doubleau orné de motifs en stuc au niveau des voûtes. Le chœur est percé de deux baies qui, contrairement aux autres baies de la nef, sont ornées d’une coquille.
Une colombe du Saint-Esprit orne le plafond. L’abside est couverte d’une voute en cul-de-four à deux nervures décorées également de moulures en stuc.

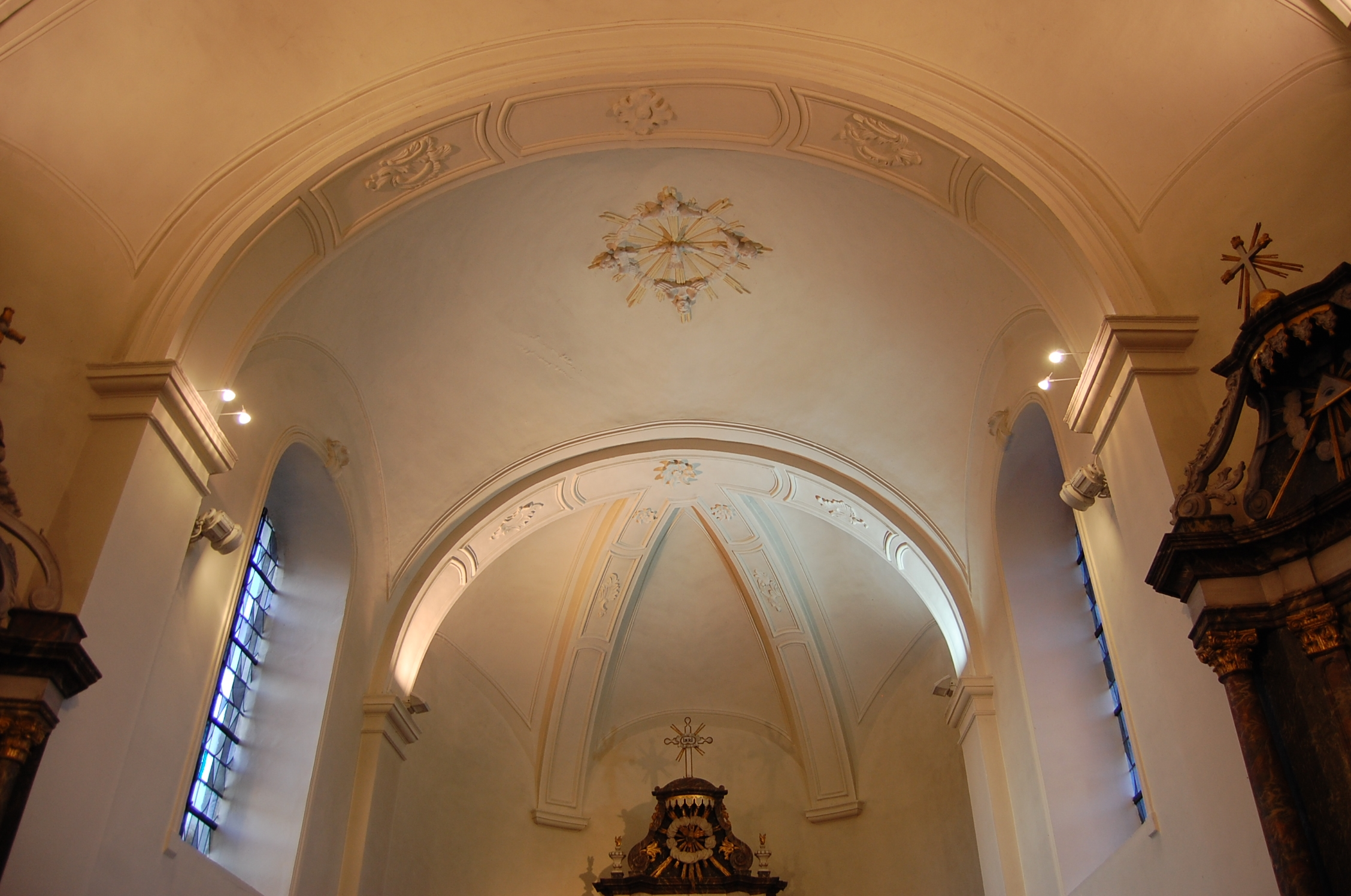
Voûtement du chœur et de l'abside

## Style
Peu d’auteurs abordent le style même de l’église, c’est souvent son mobilier qui se voit attribuer un style.
Jean-Louis Javaux, dans ses différentes publications sur l’édifice, le décrit comme une construction classique homogène.
Monsieur Delforge attribue un style en fonction de son abside dite de style roman.
Monsieur Dereine, dans son article sur les stalles, la décrit comme une église néo-romane. Il s’agit des seules publications rencontrées attribuant un style à l’édifice.
Une étude profonde sur le style de l’édifice en lui-même reste donc encore à faire.

## Archives
- Namur, archives de l'État.
- Namur, archives de l'évêché.
- Liège, archives de la Commission Royale des Monuments, Sites et Fouilles.